# Shotts
Shotts – miasto w środkowej Szkocji, w jednostce administracyjnej (council area) North Lanarkshire, położone nad rzeką South Calder Water. W 2011 roku liczyło 8801 mieszkańców.
Miejscowość powstała na terenach dawniej zajmowanych przez wrzosowiska, wokół huty żelaza otwartej w 1802 roku. Jednym z głównych wytwarzanych w niej produktów były zdobione słupy latarni gazowych. W okolicy eksploatowane były zasobne złoża węgla i żelaza. Na początku XX wieku prowadzone było także hutnictwo stali. Zakłady hutnicze zakończyły działalność w 1947 roku, a ostatnią głębinową kopalnię węgla zamknięto w latach 60. XX wieku. Kopalnia odkrywkowa kontynuowała działalność jeszcze na początku XXI wieku. Na obrzeżu miasta znajduje się więzienie.
Z Shotts pochodziła poetka Janet Hamilton (1795–1873).